# 汪二镇
汪二镇，是中华人民共和国江西省上饶市铅山县下辖的一个乡镇级行政单位。

## 行政区划
汪二镇下辖以下地区：
汪二街社区、汪二村、港沿村、下程村、漕源村、荷田村、艾家村、徐家村、洲上村、横林村、杨箭村、东湖村、下四村、走马村、彭桥村和石垄村。